# Abdallah Fikri El-Khani
Abdallah Fikri El-Khani (arabisch عبد الله فكري الخاني, DMG ʿAbd Allāh Fikrī al-Ḫānī; * 1925 in Damaskus; † unbekannt) war ein syrischer Jurist, Politiker und Diplomat. Er war von 1972 bis 1976 Minister für Tourismus und 1976/1977 stellvertretender Außenminister Syriens. Darüber hinaus vertrat sein Heimatland als Botschafter in verschiedenen Ländern und wirkte von 1981 bis 1985 als Richter am Internationalen Gerichtshof.

## Leben
Abdallah Fikri El-Khani studierte Rechtswissenschaften an der Universität Damaskus und an der Université Saint-Joseph in Beirut sowie Politologie und Philosophie an der Amerikanischen Universität Beirut. Nach dem Ende seines Studiums wirkte er zwischen 1949 und 1959 in verschiedenen Positionen für die syrische Regierung und anschließend bis 1969 im diplomatischen Dienst als Gesandter beziehungsweise als bevollmächtigter Gesandter (Ministre plénipotentiaire) in den Botschaften seines Heimatlandes in Madrid, Brüssel, Ankara, London und Paris. In der Zeit von 1966 bis 1969 war er darüber hinaus auch ständiger Vertreter Syriens bei der Organisation der Vereinten Nationen für Erziehung, Wissenschaft und Kultur.
Von 1969 bis 1972 fungierte er als Generalsekretär im syrischen Außenministerium. Anschließend übernahm er in der syrischen Regierung von 1972 bis 1976 das Amt des Ministers für Tourismus und anschließend in den Jahren 1976/1977 das Amt des stellvertretenden Außenministers. 1978 wurde er Botschafter in Indien mit darüber hinausgehender Akkreditierung für Bangladesch, Burma, Nepal und Sri Lanka. Dort war er tätig, bis er im Januar 1981 in Nachfolge seines im Amt verstorbenen Landsmanns Salah El Dine Tarazi zum Richter an den Internationalen Gerichtshof in Den Haag gewählt wurde, an dem er für die verbleibende Dauer von Tarazis Amtszeit bis zum Februar 1985 blieb. In den 1990er Jahren wirkte er als einer von drei ausländischen Richtern am neu geschaffenen Verfassungsgericht von Bosnien und Herzegowina.